# Atarba melanolyra
Atarba melanolyra är en tvåvingeart som beskrevs av Alexander 1980. Atarba melanolyra ingår i släktet Atarba och familjen småharkrankar.
Artens utbredningsområde är Ecuador. Inga underarter finns listade i Catalogue of Life.